# Liga Nacional de Voleibol Masculino (Primeira Divisão)
Liga Nacional de Voleibol Masculino foi a competição criada para substituir o Campeonato Brasileiro de Clubes, a partir da temporada 1988-89. Neste ano o calendário do voleibol brasileiro adapta-se as principais competições mundiais, iniciando na metade final de um ano e terminando na metade inicial do outro. Foi a principal competição do voleibol nacional até a criação da Superliga Brasileira. O primeiro campeão foi clube paulista do Pirelli, que já havia vencido por três vezes a competição no formato antigo.
Não se deve confundir esta competição com a Liga Nacional criada em 2002 como segundo e posteriormente, terceiro nível do Campeonato Brasileiro e que servia de porta de entrada dos clubes para a Superliga.